# 1976 год в музыке

## События
- В Ирландии образована рок-группа U2
- Распалась группа Deep Purple
- группа Алексея Макаревича «Опасная Зона» переименована в «Кузнецкий Мост»
- Ричард Хэлл покидает группу «The Heartbreakers» и основывает собственный коллектив «Richard Hell & the Voidoids».
- В Эстонии образована рок-группа «Магнетик бэнд»
- 4 марта — Участники группы «ABBA» прибыли в аэропорт Сиднея для последующего промотура по Австралии.
- 7 марта — Восковая фигура Элтона Джона была выставлена в музее мадам Тюссо в Лондоне, Великобритания.
- 20 марта — Элис Купер женился на хореографе Шерил Годдард.
- 23 марта — «Judas Priest» выпустили свой второй студийный альбом «Sad Wings of Destiny».
- 25 марта — Жена певца и музыканта Джексона Брауни актриса и модель Филлис Мейджор покончила жизнь самоубийством в возрасте 30 лет, приняв сверхдозу снотворного.
- 1 мая — Стинг женился на актрисе Фрэнсис Томелти.
- Июнь — Бывший участник «Spring Canyon» клавишник Марк Кук присоединился к рок-группе «Daniel Amos».
- 3 июня — Кинокомпозитор Рэнди Эдельман женился на авторе-исполнительнице песен Джеки ДеШэннон.
- 14 сентября — У Фила Коллинза и его первой жены Андреа Берторелли родился сын Саймон.
- 8 октября — «The Sex Pistols» подписали контракт с «EMI» Рекордс.
- 4 декабря — Рик Уэйкман вновь присоединился к «Yes» в качестве постоянного клавишника группы.

### Продажи
- Самый продаваемый сингл в США (Billboard Hot 100) — «Silly Love Songs» (Wings и Пол Маккартни)
- Самый продаваемый альбом в США (Billboard 200) — «Frampton Comes Alive» (Питер Фрэмптон)
- Самый продаваемый сингл в Великобритании — «Save Your Kisses For Me» (Brotherhood of Man)
- Самый продаваемый альбом в Великобритании — «Greatest Hits» (ABBA)

## Награды

### Грэмми
- «Грэмми» за альбом года — Стиви Уандер за «Songs in the Key of Life»
- «Грэмми» за запись года — Джордж Бенсон за «This Masquerade»
- «Грэмми» за песню года — «I Write the Songs» (исполнитель — Барри Манилоу)

Зал славы премии «Грэмми»:
- Gershwin: Porgy and Bess (Complete Opera)
- God Bless the Child[англ.] (Билли Холидей)
- Oklahoma! Original Broadway Cast Recording
- Rachmaninoff: Piano Concerto No. 2 in C Minor (Сергей Рахманинов и Филадельфийский оркестр под управлением Леопольда Стоковского)
- Take the «A» Train (Дюк Эллингтон и его оркестр)

### Зал славы кантри
- Пол Коэн[англ.][1]
- Китти Уэллс[2]

## Лучшие песни года
- «Blitzkrieg Bop» (The Ramones)
- «Hotel California» (The Eagles)
- «Dancing Queen» (ABBA)
- «Love Rollercoaster» (Ohio Players)
- «X Offender» и «Rip Her To Shreads» (Blondie)
- «Give Up the Funk» (Parliament)

## Выпущенные альбомы
См. также категорию музыкальных альбомов 1976 года

### Март
- Presence (Led Zeppelin, 31 марта)

### Апрель
- Moondawn (Клаус Шульце, 16 апреля)
- Ramones (Ramones, 23 апреля)

### Июнь
- Olias Of Sunhillow (Джон Андерсон)

### Сентябрь
- The Song Remains the Same (Led Zeppelin, 21 сентября)

### Октябрь
- Arrival (ABBA, 11 октября)

### Декабрь
- Hotel California (The Eagles, 8 декабря)
- A Day at the Races (Queen, 10 декабря)
- Blondie (Blondie, Декабрь)

### Неточная дата
- По волне моей памяти (Давид Тухманов)
- A Trick of the Tail (Genesis, LP)
- Disco Inferno (The Tammps, LP, Atlantic Records)
- Moonmadness (Camel, LP, Decca Records)
- Interview (Gentle Giant, LP, Chrysalis Records)
- Oxygene (Жан-Мишель Жарр)
- Radio Ethiopia (Patti Smith Group)
- Rising (Rainbow, LP)
- Sad Wings Of Destiny (Judas Priest)
- Something Magic (Procol Harum, LP)
- Songs in the Key of Life (Stevie Wonder, LP)
- Still Life (Van der Graaf Generator, LP)
- Station to Station (Дэвид Боуи)
- Svalutation (Адриано Челентано)
- Technical Ecstasy (Black Sabbath, LP)
- Too Old to Rock And Roll, Too Young to Die (Jethro Tull, LP)
- Wind & Wuthering (Genesis, LP)
- World Record (Van der Graaf Generator, LP)
- Wings at the Speed of Sound (Wings)
- Wings over America (Wings)
- Good Singin, Good Playin (Grand Funk Railroad)
- Born to Die (Grand Funk Rail Road)
- Virgin Killer (Scorpions)

## Родились
- 13 января — Карина Абдуллина — казахстанская певица и актриса
- 21 января — Эмма Бантон — британская певица, актриса, автор песен и телеведущая. Участница группы Spice Girls
- 10 марта — Хайфа Вехби — ливанская актриса и певица
- 12 марта — Чжао Вэй — китайская актриса и поп-певица
- 20 марта — Честер Беннингтон (ум. 2017) — американский рок-музыкант и автор песен, вокалист групп Linkin Park и Dead by Sunrise
- 29 марта — Ирина Круг — российская эстрадная певица, исполнительница русского шансона
- 30 марта — Джессика Коффил — американская актриса, продюсер и певица
- 31 марта — Shawty Lo (ум. 2016) — американский рэпер
- 12 апреля — Кнут Андерс Сёрум — норвежский певец
- 30 апреля — Аманда Палмер — американская певица, исполнительница и автор песен
- 1 мая — Виоланте Плачидо — итальянская актриса и певица
- 22 мая — Сергей Жуков — российский певец, музыкант, продюсер. Участник группы «Руки вверх!»
- 24 мая — Алессандро Кортини — итальянский музыкант, клавишник, гитарист и басист группы Nine Inch Nails
- 25 мая — Сандра Насич — немецкая певица и автор песен, вокалистка группы Guano Apes
- 2 июня — Бланка Ромеро — испанская актриса, модель и певица
- 19 июня — Александр Леонтьев — российский певец, музыкант и композитор, вокалист и гитарист групп «Кукрыниксы», «Король и Шут» и «Северный флот»
- 24 июня — Елена Перова — российская певица, музыкант, телеведущая, актриса
- 1 июля — Алиа Стэнбридж (ум. 2016) — шведская певица и автор песен южноафриканского происхождения
- 23 июля — Александр Олешко — российский певец, актёр телеведущий, Заслуженный артист РФ
- 3 августа — Анна-Мария Лёфгрен — шведская певица, вокалистка группы Rednex
- 26 августа — Земфира — российская рок-певица, музыкант, композитор, продюсер и автор песен
- 2 сентября — Сайлина Джонсон — американская певица, автор песен и фотомодель
- 3 сентября — Хелависа (настоящее имя — Наталья О’Шей) — лидер фолк-группы «Мельница», вокалист, автор песен, арфист, писатель
- 4 сентября — Купер (ум. 2020) — российский рэп-исполнитель, участник группы Bad Balance
- 6 октября — Барби Сюй — тайваньская актриса и певица
- 15 октября — Николай Басков — российский певец и шоумен
- 13 ноября — Сяо Шушэнь — бывшая тайваньская актриса и певица
- 18 ноября — Стиан Торесен — норвежский музыкант
- 22 ноября — Вилле Вало — бывший солист группы HIM
- 6 декабря — Алисия Мачадо — венесуэльская актриса, фотомодель, певица, журналистка и телеведущая
- 23 декабря — Наталья Стрельченко[англ.] (ум. 2015) — российская и норвежская пианистка

## Скончались
- 10 января — Хаулин Вулф (65) — американский певец, гитарист и исполнитель на губной гармонике
- 22 января — Эдгар Лесли[англ.] (90) — американский автор песен
- 5 февраля — Руди Помпилли[англ.] (51) — американский музыкант, саксофонист группы Bill Haley & His Comets
- 22 февраля — Флоренс Баллард (32) — американская певица, вокалистка группы The Supremes
- 30 марта — Руб Блум[англ.] (73) — американский автор песен, пианист и аранжировщик
- 12 мая — Кит Релф (33) — британский музыкант, вокалист и исполнитель на губной гармонике группы The Yardbirds
- 25 июня — Джонни Мерсер (66) — американский поэт-песенник, композитор и певец
- 11 августа — Вера Матвеева (30) — советская поэтесса и бард
- 18 августа — Саша Попов (77) — болгарский скрипач, дирижёр и педагог
- 29 августа — Джимми Рид (50) — американский блюзовый певец, гитарист и автор песен
- 10 октября — Агабала Абдуллаев (65/66) — советский азербайджанский певец-ханенде
- 4 декабря — Томми Болин (25) — американский гитарист и автор песен
- 20 декабря — Нед Вашингтон (75) — американский поэт-песенник
- 28 декабря — Фредди Кинг (42) — американский блюзовый певец, гитарист и автор песен